# Всеслов'янський з'їзд в Празі 1908 року
Всеслов'янський з'їзд, Слов'янський з'їзд — з'їзд, що відбувся 13—18 липня (30 червня — 5 липня) 1908 у Празі і який ставив за мету визначити напрями міжслов'янської співпраці в галузі культури й економіки.
Всеслов'янський з'їзд відкрився в Празі 13 липня 1908 р. і засідав п'ять днів. У ньому брало участь близько 250 делегатів: від Росії (Красовський, князь Львов, Маклаков, граф Бобринський і інш.), Польщі (Дмовський, Страшевич), Чехії (Крамарж, Масарик), Галичини (Д. Вергун, д-р М. Грек), Болгарії (Бобчев), Сербії (Гершич), Славонії (Грібар), Хорватії (Тресич-Павичич). Головою з'їзду був вибраний Крамарж. Всі роботи празького з'їзду проходили під сильним впливом російських «неославистів», представлених кн. Львовим, В. А. Маклаковим і інш. У «прогресивному» дусі було вирішене центральне питання з'їзду — про російсько-польські взаємовідносини: на заключному засіданні, 18 липня, російська делегація (проф. Озеров) внесла резолюцію про необхідність слов'янського єднання з метою «досягнення рівноправності і вільного розвитку всіх народів». У відповідь на це поляки (Роман Дмовський) заявили про визнання польським народом своєї приналежності до російської держави і про значення «оновлення Росії» для польського і російського народів. З зовнішньої сторони була досягнута повна одностайність. З'їзд обговорював ще ряд інших питань: про всеславянской виставку в Москві, про слов'янський банк, вчені з'їзди, видавництво тощо. Для проведення в життя прийнятих рішень і для підготовки скликання другого з'їзду (див. прим. 38) був вибраний «Міжслов'янський Виконавчий Комітет» в складі голови Крамаржа і членів: від росіян — Красовського, гр. Бобринского, кн. Львова і В. Л. Маклакова, від поляків — Дмовського, Чеховича, Дебужінського, від болгар — Бобчева і інш. /Т. 6/